# Сінкенсдамм (станція метро)
59°19′04″ пн. ш. 18°03′00″ сх. д. / 59.317778° пн. ш. 18.05° сх. д.
«Сінкенсдамм» (швед. Zinkensdamm) — станція Червоної лінії Стокгольмського метрополітену, обслуговується потягами маршруту Т13 та Т14.
Станцію було відкрито 5 квітня 1964 року у складі першої черги Червоної лінії, від Т-Сентрален до Ернсберга, з відгалуженням до Фруенген. 

Відстань до Слюссена становить 1,7 км.
Пасажирообіг станції в будень — 7,450 осіб (2019)

Розташування: Сінкенсдамм, Седермальм.
Конструкція: односклепінна станція глибокого закладення з однією острівною платформою.

## Визначні об'єкти поруч
- гостел Svenska Turistföreningen[en] Сінкен
- парк Тантулюнден[en]
- стадіон Сінкенсдамм[en]

## Операції
| Попередня станція            | Лінія | Лінія     | Лінія | Наступна станція       |
| ---------------------------- | ----- | --------- | ----- | ---------------------- |
| Маріатор'єт до Ропстен       |       | Лінія T13 |       | Горнстулль до Норсборг |
| Маріатор'єт до Мербю-сентрум |       | Лінія T14 |       | Горнстулль до Фруенген |